# Jacek Kowalczyk (Journalist)
Jacek Kowalczyk (* 1959) ist ein polnischer Journalist und war vom 19. Juli 2007 bis zum Dezember 2009 Chefredakteur der Wochenzeitschrift Przekrój.
Ab 2002 war er stellvertretender Chefredakteur von Przekrój. Von der Ausbildung her Polonist, ist er Atheist. Seine Journalistenkarriere begann er 1983 bei der Zeitschrift Wola. In den Jahren 1989 bis 1995 war er Redaktionssekretär bei der Gazeta Wyborcza. Nach seinem Weggang dort arbeitete er sieben Jahre lang bei einer Werbeagentur.